# Metalimnobia (Metalimnobia) yunnanica
Metalimnobia (Metalimnobia) yunnanica is een tweevleugelige uit de familie steltmuggen (Limoniidae). De soort komt voor in het Oriëntaals gebied.